# Good Evening New York City
Good Evening New York City é um álbum ao vivo do cantor britânico Paul McCartney, lançado em 17 de novembro de 2009 e consistindo de material realizado ao longo de três noites como o concerto inaugural na cidade de Nova Iorque no estádio de Citi Field, nos dias 17, 18 e 21 de julho de 2009 como parte do seu Summer Live '09.
O filme do concerto incluído na edição padrão é dirigido por Paul Becher e foi gravado em alta definição usando 15 câmeras e 75 filmadoras digitais construídos de materiais cedidos para os fãs durante os três concertos no Citi Field. O mix do álbum, em estéreo e em 5.1, foi feita pelo engenheiro Paul Hicks, que também aparece nos créditos das reedições de catálogo de músicas dos The Beatles em 2009 e nos álbuns The Beatles Anthology e Let It Be... Naked. Paul Hicks ganhou dois prêmios Grammy por seu trabalho no álbum Love dos Beatles.
Citi Field adquiriu um significado importante para McCartney e seus fãs por ser o local do antigo Shea Stadium, onde os The Beatles tocaram em 1965. Em 2008, McCartney se uniu a Billy Joel no último concerto no Shea Stadium antes da sua demolição.
| Críticas profissionais                                                      | Críticas profissionais |
| Avaliações da crítica                                                       | Avaliações da crítica  |
| Fonte                                                                       | Avaliação              |
| --------------------------------------------------------------------------- | ---------------------- |
| Allmusic                                                                    | [ 2 ]                  |
| BBC                                                                         | (favorable)            |
| Entertainment Weekly                                                        | (B+)                   |
| Rolling Stone                                                               | [ 5 ]                  |
| Esta tabela precisa de ser acompanhada por texto em prosa. Consulte o guia. |                        |

## Formatos
Good Evening New York City é a terceira publicação com o selo Hear Music, depois do álbum de 2007 Memory Almost Full e o EP álbum de 2008 Amoeba's Secret. O álbum foi lançado em dois formatos: uma edição standard de 3 discos (2 CD e 1 DVD) e uma edição deluxe de 4 discos (2 CD e 2 DVD), que inclui o concerto oferecido a partir do Ed Sullivan durante o programa de televisão Late Show with David Letterman. O conjunto, composto por 33 canções que resumem sua carreira em 3 horas, também foi lançado em vinil.
A edição padrão de Good Evening New York City é vendida através do Starbucks nos Estados Unidos e através de outros varejistas no Canadá. No Brasil, é vendido através da Livraria Saraiva e da Livraria Fnac, entre outros.

## Lista de canções
| N.º            | Título                                                       | Compositor(es)         | Duração |  |
| 1.             | "Drive My Car"                                               |                        | 2:25    |  |
| 2.             | "Jet"                                                        | Paul & Linda McCartney | 4:20    |  |
| 3.             | "Only Mama Knows"                                            | McCartney              | 3:41    |  |
| 4.             | "Flaming Pie"                                                | McCartney              | 2:29    |  |
| 5.             | "Got to Get You into My Life"                                |                        | 2:51    |  |
| 6.             | "5:51" (Incluída parte da canção de Jimi Hendrix, Foxy Lady) | Paul & Linda McCartney |         |  |
| 7.             | "3:55"                                                       | McCartney              |         |  |
| 8.             | "3:41"                                                       |                        |         |  |
| 9.             | "Paul & Linda McCartney"                                     |                        | 3:53    |  |
| 10.            | "Blackbird"                                                  |                        | 2:43    |  |
| 11.            | "Here Today"                                                 | McCartney              | 2:32    |  |
| 12.            | "Dance Tonight"                                              | McCartney              | 3:02    |  |
| 13.            | "Calico Skies"                                               | McCartney              | 2:39    |  |
| 14.            | "Mrs Vandebilt"                                              | Paul & Linda McCartney | 4:40    |  |
| 15.            | "Eleanor Rigby"                                              |                        | 2:25    |  |
| 16.            | "Sing the Changes"                                           | McCartney              | 4:17    |  |
| 17.            | "Band on the Run"                                            | Paul & Linda McCartney | 5:16    |  |
| Duração total: | Duração total:                                               | Duração total:         | 60:34   |  |

| N.º            | Título                                          | Compositor(es)         | Duração |  |
| 1.             | "Back in the U.S.S.R."                          |                        | 3:08    |  |
| 2.             | "I'm Down"                                      |                        | 2:23    |  |
| 3.             | "Something"                                     | George Harrison        | 4:07    |  |
| 4.             | "I've Got a Feeling"                            |                        | 5:51    |  |
| 5.             | "Paperback Writer"                              |                        | 3:29    |  |
| 6.             | "A Day in the Life/Give Peace a Chance"         |                        | 5:44    |  |
| 7.             | "Let It Be"                                     |                        | 3:55    |  |
| 8.             | "Live and Let Die"                              | Paul & Linda McCartney | 3:14    |  |
| 9.             | "Hey Jude"                                      |                        | 7:23    |  |
| 10.            | "Day Tripper"                                   |                        | 3:12    |  |
| 11.            | "Lady Madonna"                                  |                        | 2:33    |  |
| 12.            | "I Saw Her Standing There" (Com Billy Joel)     |                        | 3:09    |  |
| 13.            | "Yesterday"                                     |                        | 2:17    |  |
| 14.            | "Helter Skelter"                                |                        | 3:53    |  |
| 15.            | "Get Back"                                      |                        | 4:00    |  |
| 16.            | "Sgt. Pepper's Lonely Hearts Club Band/The End" |                        | 4:28    |  |
| Duração total: | Duração total:                                  | Duração total:         | 62:37   |  |

| N.º | Título                 | Compositor(es) | Duração |  |
| 1.  | "Get Back"             |                |         |  |
| 2.  | "Sing the Changes"     | McCartney      |         |  |
| 3.  | "Coming Up"            | McCartney      |         |  |
| 4.  | "Band on the Run"      | McCartney      |         |  |
| 5.  | "Let Me Roll It"       | McCartney      |         |  |
| 6.  | "Helter Skelter"       |                |         |  |
| 7.  | "Back in the U.S.S.R." |                |         |  |